# Alexander Sergejewitsch Serow
Alexander Sergejewitsch Serow (russisch Александр Сергеевич Серов, englisch Alexander Serov; * 12. November 1982 in Wyborg, Oblast Leningrad, Russische SFSR, UdSSR) ist ein ehemaliger russischer Radrennfahrer und späterer Sportlicher Leiter.

## Karriere
Beim Bahnrad-Weltcup 2006/2007 in Sydney gewann Serow zunächst die Einerverfolgung im Finale gegen den Deutschen Robert Bengsch und am nächsten Tag mit der Nationalmannschaft die Mannschaftsverfolgung. Weitere Weltcuplaufsiege mit der russischen Mannschaft erzielte er 2006, 2011, 2012, 2013 und 2015. Bei den UCI-Bahn-Weltmeisterschaften 2010 belegte Serow den vierten Platz in der Einerverfolgung.
Auf der Straße gewann Serow 2007 eine Etappe der Tour of Britain und damit sein erstes Rennen des internationalen Straßenkalenders. Für das Professional Continental Team Tinkoff Credit System bestritt er den Giro d’Italia 2008 und beendete diese Grand Tour als 124. Bei seiner zweiten Teilnahme 2009 wurde er für das UCI ProTeam Katusha 117 und Giro d’Italia 2016 für Gazprom-RusVelo 128. 2011 gewann Serov eine Etappe der Flèche du Sud, 2012 eine Etappe der Vuelta a Murcia und 2013 jeweils eine Etappe Portugal-Rundfahrt sowie der Vuelta a Costa Rica.
2017 wurde Serow Assistierender Sportlicher Leiter bei seinem letzten Team als Aktiver, Gazprom-RusVelo.

## Erfolge – Straße
2006
- Paris-Mantes-en-Yvelines

2007
- eine Etappe Tour of Britain

2011
- eine Etappe Flèche du Sud

2012
- eine Etappe Vuelta a Murcia

2013
- eine Etappe Portugal-Rundfahrt
- eine Etappe Vuelta a Costa Rica

2016
- Mannschaftszeitfahren Settimana Internazionale

## Erfolge – Bahn
2006
- Weltcup Los Angeles – Mannschaftsverfolgung
- Weltcup Sydney – Einerverfolgung und Mannschaftsverfolgung

2011
- Russischer Meister – Mannschaftsverfolgung
- Russischer Meister – Madison mit Alexei Markow
- Weltcup Astana – Mannschaftsverfolgung

2012
- Weltcup Los Angeles – Mannschaftsverfolgung
- Europameister – Mannschaftsverfolgung

2013
- Weltcup Aguascalientes – Mannschaftsverfolgung
- Russischer Meister – Mannschaftsverfolgung

2015
- Weltcup Cali – Mannschaftsverfolgung

## Teams
- 2001–2002 Itera
- 2003–2005 Lokomotiv
- 2006–2008 Tinkoff Restaurants / Team Tinkoff Credit Systems
- 2009 Katjuscha
- 2012–2016 RusVelo / Gazprom-RusVelo